# والنتین ایوانوف (بازیکن فوتبال، زاده ۱۹۶۱)
والنتین ایوانوف (روسی: Валентин Валентинович Иванов؛ زادهٔ ۴ ژوئیهٔ ۱۹۶۱) بازیکن و داور بازنشسته فوتبال اهل روسیه است.
از باشگاه‌هایی که در آن بازی کرده‌است می‌توان به باشگاه فوتبال تورپدو مسکو و باشگاه فوتبال دینامو استاوروپول اشاره کرد.
وی بیشتر به دلیل قضاوت دیدار تو تیم هلند و پرتغال در جام جهانی فوتبال ۲۰۰۶ که به نبرد نورنبرگ مشهور است شناخته می‌شود، ایوانوف در این مسابقه ۴ کارت قرمز و ۱۶ کارت زرد به بازیکنان دو تیم نشان داد. این قضاوت با انتقاد سپ بلاتر رئیس فیفا همراه شد.